# Knocked Loose
Knocked Loose es una banda de hardcore punk estadounidense originaria de Condado de Oldham, Kentucky, formada en 2013. Actualmente están con Pure Noise Records. La banda lanzó su primer álbum de estudio, Laugh Tracks, el 16 de septiembre de 2016 a través de Pure Noise Records, al que siguió A Different Shade of Blue en 2019. En 2021 lanzaron un EP titulado A Tear in the Fabric of Life.  Lanzaron, en 2024, su tercer álbum de estudio You Won't Go Before You're Supposed To. 

## Historia
La carrera de Knocked Loose en su forma actual comenzó en 2013, pero Garris ha declarado que comenzó a tocar con varios de los miembros actuales de la banda en 2011 o 2012.
Su primer material de estudio fue un EP titulado Pop Culture, lanzado en 2014 a través de Little Heart Records.
En 2015, Knocked Loose lanzó un split con Damaged Goods a través de No Luck Records (y digitalmente en Little Heart).
En 2016, la banda anunció que su primer álbum de estudio, titulado Laugh Tracks, sería lanzado por Pure Noise Records, a quienes habían firmado a principios de ese año. El álbum fue lanzado el 16 de septiembre de 2016. El 9 de agosto de 2016, Knocked Loose estrenó una nueva canción de su próximo álbum, la canción se llama «Oblivions Peak». El 31 de mayo de 2017, la banda lanzó un video musical para dos canciones combinadas de Laugh Tracks, «Billy No Mates / Counting Worms», el video comienza con «Billy No Mates» y pasa instantáneamente a «Counting Worms».
El 6 de junio de 2017, se anunció que Knocked Loose apoyaría a Every Time I Die junto con Hollow Earth para una gira a finales de 2017 por los Estados Unidos, que se extiende entre septiembre y octubre de ese año. Un mes después, en julio de 2017, la banda anunció una gira en noviembre por el Reino Unido, también apoyando a Every Time I Die, pero esta vez tocando junto a la banda canadiense de hardcore Comeback Kid en unas pocas fechas selectas. En el verano de 2017, Knocked Loose tocó todas las fechas del Vans Warped Tour en el escenario Full Sail junto a bandas como Trophy Eyes, Boston Manor y Movements. A finales de 2017, la banda anunció su primera gira en los Estados Unidos a principios de 2018 con el apoyo de las bandas de hardcore Terror y Jesus Piece, y sus compañeros de sello, Stone. Sin embargo, antes de la gira, después de que los miembros de Stone fueran acusados de agresión sexual, Knocked Loose los retiró de la gira y los reemplazó con Year of the Knife.
La mayoría de las fechas de su primer cabeza de cartel se agotaron, lo que les permitió abrir para Parkway Drive y Thy Art Is Murder en sus giras europeas y también tocar algunas fechas en el escenario principal del último Warped Tour.
El 14 de junio de 2023, la banda lanzó por sorpresa Upon Loss, un doble sencillo que consta de los temas "Deep in the Willow" y "Everything is Quiet Now", y los temas fueron producidos por el nuevo colaborador Drew Fulk (también conocido como WZRD). En febrero de 2024, la banda anunció un nuevo álbum titulado You Won't Go Before You're Supposed To, cuyo lanzamiento fue el día 10 de mayo de 2024 a través de Pure Noise Records. El álbum cuenta con contribuciones de Chris Motionless y Poppy. Coincidiendo con el anuncio del álbum, la banda lanzó su sencillo principal "Blinding Faith".

## Estilo musical
Knocked Loose ha sido categorizado en varios subgéneros por los medios y las publicaciones por igual, incluyendo el beatdown hardcore, el metalcore y el hardcore punk. New Noise Magazine, al revisar su álbum debut Laugh Tracks, describió el sonido de la banda como «Comeback Kid en su momento más pesado con algunas dosis adicionales de riffs de Slayer y malicia al estilo Code Orange». Bryan Garris, el vocalista de la banda, ha descrito su sonido como un «sándwich entre hardcore y metalcore», y también ha declarado que la intención de la banda era producir un sonido diverso que fuera difícil de clasificar. Knocked Loose ha sido reconocido como uno de los precursores de la escena del "renacimiento" de la primera ola de metalcore de finales de la década de 2010, junto con bandas como Code Orange, Counterparts, Employed to Serve, Harm's Way, Jesus Piece, Kublai Khan, Varials y Vein.
Como es común en los géneros del metalcore y el hardcore punk moderno, Knocked Loose incorpora breakdowns de tempo lento en su música.

## Miembros
Miembros actuales
- Bryan Garris - voz principal (2013 – presente)
- Isaac Hale - guitarra líder, voz (2013 – presente)
- Kevin Otten - bajo (2013 – presente)
- Kevin "Pacsun" Kaine - batería (2015 – presente)
- Nicko Calderón - guitarra rítmica, voz (2020 – presente)

Antiguos miembros
- Dylan Isaacs - batería (2013 – 2014)
- Nate Woods - batería (2014)
- Cole Crutchfield - guitarra rítmica, coros (2015 – 2020)

## Discografía
Álbumes de estudio
- Laugh Tracks (2016, Pure Noise Records)
- A Different Shade of Blue (2019, Pure Noise Records)
- You Won't Go Before You're Supposed To (2024, Pure Noise Records)

EP
- A Tear in the Fabric of Life (2021, Pure Noise Records)
- Pop Culture (2014, Little Heart Records)

Demo
- Knocked Loose / Damaged Goods (split con Damaged Goods) (2015, No Luck Records/Little Heart Records)
- Mistakes Like Fractures (2019, Pure Noise Records)